# SLS (синхротрон)

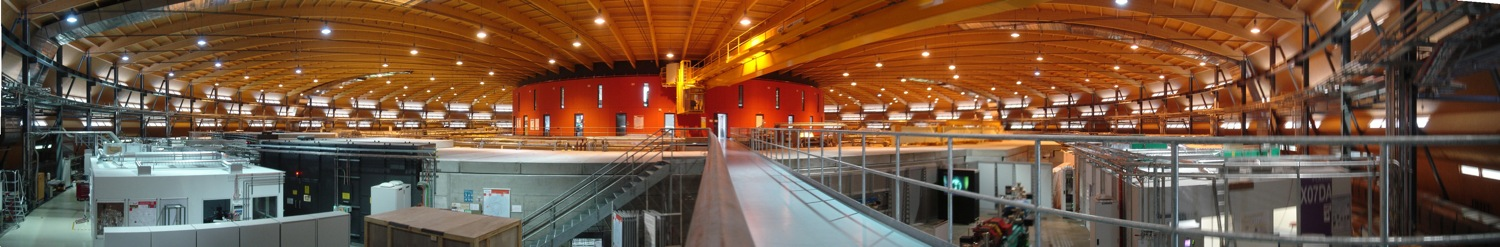
Панорама внутри здания SLS.

SLS (англ. Swiss Light Source) — ускоритель электронов, источник синхротронного излучения 3-го поколения в исследовательском центре PSI (Paul Scherrer Institute), Швейцария.
Источник представляет собой ускорительный комплекс, состоящий из электронного синхротрона периметром 288 м на энергию 2.4 ГэВ, а также бустерного кольца на полную энергию, и пре-инжектора — линака на энергию 100 МэВ с частотой повторения до 10 Гц. Основной синхротрон состоит из 12 ячеек с магнитной структурой TBA (triple bend achromat) и 12 прямолинейных бездисперсионных промежутков для установки излучательных вигглеров и ондуляторов. Кроме того, в 3 дипольных магнитах сделана центральная часть с более сильным полем (т.н. superbend) для излучения жёсткого рентгена. Всего имеется 17 каналов вывода СИ для пользователей.
Проектирование комплекса SLS велось с 1991 года, реальное строительство началось в 1997 году. Пучок был захвачен в кольцо в 2000 году, а в 2001 году началась работа на пользователей синхротронного излучения.
| Основные параметры синхротрона           | Основные параметры синхротрона |
| ---------------------------------------- | ------------------------------ |
| Энергия электронов, E                    | 2.4 ГэВ                        |
| Периметр, П                              | 288.0 м                        |
| Частота ВЧ, fвч                          | 500 МГц                        |
| Бетатронные частоты, νx, νy              | 20.38, 8.16                    |
| Разброс энергий в пучке, σδE/E           | 0.9×10-3                       |
| Горизонтальный эмиттанс, εx              | 5.0 нм·рад                     |
| Длина сгустка, lb                        | 3.5 мм                         |
| Время радиационного затухания, τs, τx=τz | 4.5 мс, 9 мс                   |
| Полный ток пучка, Ib                     | 400 мА                         |
| Потери энергии за оборот                 | 512 КэВ                        |
| Критическая энергия фотонов              | 5.4 КэВ                        |